# Coppa del Mondo di combinata nordica 2009
La Coppa del Mondo di combinata nordica 2009, ventiseiesima edizione della manifestazione organizzata dalla Federazione Internazionale Sci, ebbe inizio il 29 novembre 2008 a Kuusamo, in Finlandia, e si concluse il 15 marzo 2009 a Vikersund, in Norvegia.
Furono disputate 26 delle 27 gare previste, in 13 diverse località: 24 individuali Gundersen, 1 a partenza in linea, 1 a squadre; 8 gare si svolsero su trampolino normale, 16 su trampolino lungo. Non venne più venne stilata la classifica di specialità relativa alle gare sprint, che vennero abolite dal calendario; fu modificata anche la formula delle individuali Gundersen, con un solo salto anziché due e con la prova di fondo ridotta da 15 a 10 km (rimasero su due salti le gare a partenza in linea). Nel corso della stagione si tennero a Liberec i Campionati mondiali di sci nordico 2009, non validi ai fini della Coppa del Mondo, il cui calendario contemplò dunque un'interruzione tra febbraio e marzo.
Il finlandese Anssi Koivuranta si aggiudicò la coppa di cristallo, il trofeo assegnato al vincitore della classifica generale. Non vennero stilate classifiche di specialità; Ronny Ackermann era il detentore uscente della Coppa generale.

## Risultati
| Data             | Località            | Nazione   | Trampolino                  | Spec.       | Primo                                                              | Secondo                                                       | Terzo                                                              |
| ---------------- | ------------------- | --------- | --------------------------- | ----------- | ------------------------------------------------------------------ | ------------------------------------------------------------- | ------------------------------------------------------------------ |
| 29 novembre 2008 | Kuusamo             | Finlandia | Rukatunturi HS142           | IN LH/10 km | Ronny Ackermann                                                    | Janne Ryynänen                                                | Anssi Koivuranta                                                   |
| 30 novembre 2008 | Kuusamo             | Finlandia | Rukatunturi HS142           | IN LH/10 km | Anssi Koivuranta                                                   | Janne Ryynänen                                                | Daito Takahashi                                                    |
| 6 dicembre 2008  | Trondheim           | Norvegia  | Granåsen HS140              | IN LH/10 km | Magnus Moan                                                        | Jason Lamy-Chappuis                                           | Anssi Koivuranta                                                   |
| 7 dicembre 2008  | Trondheim           | Norvegia  | Granåsen HS140              | IN LH/10 km | Anssi Koivuranta                                                   | Björn Kircheisen                                              | Jason Lamy-Chappuis                                                |
| 13 dicembre 2008 | Liberec             | Rep. Ceca | Ještěd HS134                | IN LH/10 km | annullata                                                          | annullata                                                     | annullata                                                          |
| 20 dicembre 2008 | Ramsau am Dachstein | Austria   | W90-Mattensprunganlage HS98 | IN NH/10 km | Bill Demong                                                        | Björn Kircheisen                                              | Jan Schmid                                                         |
| 21 dicembre 2008 | Ramsau am Dachstein | Austria   | W90-Mattensprunganlage HS98 | IN NH/10 km | Björn Kircheisen                                                   | Bill Demong                                                   | Jason Lamy-Chappuis                                                |
| 27 dicembre 2008 | Oberhof             | Germania  | Hans Renner HS140           | IN LH/10 km | Magnus Moan                                                        | Todd Lodwick                                                  | Anssi Koivuranta                                                   |
| 28 dicembre 2008 | Oberhof             | Germania  | Hans Renner HS140           | IN LH/10 km | Anssi Koivuranta                                                   | Todd Lodwick                                                  | Jason Lamy-Chappuis                                                |
| 3 gennaio 2009   | Schonach            | Germania  | Langenwaldschanze HS96      | T NH/4x5 km | Germania Georg Hettich Eric Frenzel Björn Kircheisen Tino Edelmann | Norvegia Jan Schmid Petter Tande Håvard Klemetsen Magnus Moan | Austria Lukas Klapfer Bernhard Gruber Wilhelm Denifl Mario Stecher |
| 4 gennaio 2009   | Schonach            | Germania  | Langenwaldschanze HS96      | IN NH/10 km | Anssi Koivuranta                                                   | Bill Demong                                                   | Björn Kircheisen                                                   |
| 10 gennaio 2009  | Val di Fiemme       | Italia    | Giuseppe Dal Ben HS134      | MS LH/10 km | Björn Kircheisen                                                   | Bernhard Gruber                                               | Jan Schmid                                                         |
| 11 gennaio 2009  | Val di Fiemme       | Italia    | Giuseppe Dal Ben HS134      | IN LH/10 km | Magnus Moan                                                        | Jan Schmid                                                    | Pavel Churavý                                                      |
| 16 gennaio 2009  | Whistler            | Canada    | Olympic Park HS140          | IN LH/10 km | Bill Demong                                                        | Anssi Koivuranta                                              | Björn Kircheisen                                                   |
| 17 gennaio 2009  | Whistler            | Canada    | Olympic Park HS140          | IN LH/10 km | Magnus Moan                                                        | Björn Kircheisen                                              | Bill Demong                                                        |
| 31 gennaio 2009  | Chaux-Neuve         | Francia   | La Côté Feuillée HS100      | IN NH/10 km | Magnus Moan                                                        | Anssi Koivuranta                                              | Björn Kircheisen                                                   |
| 1º febbraio 2009 | Chaux-Neuve         | Francia   | La Côté Feuillée HS100      | IN NH/10 km | Anssi Koivuranta                                                   | Christoph Bieler                                              | Magnus Moan                                                        |
| 7 febbraio 2009  | Seefeld in Tirol    | Austria   | Toni Seelos HS100           | IN NH/10 km | Mario Stecher                                                      | Lukas Klapfer                                                 | Jan Schmid                                                         |
| 8 febbraio 2009  | Seefeld in Tirol    | Austria   | Toni Seelos HS100           | T NH/4x5 km | annullata                                                          | annullata                                                     | annullata                                                          |
| 7 febbraio 2009  | Seefeld in Tirol    | Austria   | Toni Seelos HS100           | IN NH/10 km | Magnus Moan                                                        | Mario Stecher                                                 | Anssi Koivuranta                                                   |
| 14 febbraio 2009 | Klingenthal         | Germania  | Vogtland Arena HS140        | IN LH/10 km | Anssi Koivuranta                                                   | Magnus Moan                                                   | Jan Schmid                                                         |
| 15 febbraio 2009 | Klingenthal         | Germania  | Vogtland Arena HS140        | IN LH/10 km | Bill Demong                                                        | Jason Lamy-Chappuis                                           | Pavel Churavý                                                      |
| 6 marzo 2009     | Lahti               | Finlandia | Salpausselkä HS130          | IN LH/10 km | Bill Demong                                                        | Anssi Koivuranta                                              | Jason Lamy-Chappuis                                                |
| 7 marzo 2009     | Lahti               | Finlandia | Salpausselkä HS130          | IN LH/10 km | Magnus Moan                                                        | Anssi Koivuranta                                              | Bill Demong                                                        |
| 14 marzo 2009    | Vikersund           | Norvegia  | Storbakke HS117             | IN LH/10 km | Anssi Koivuranta                                                   | Bill Demong                                                   | Magnus Moan                                                        |
| 15 marzo 2009    | Vikersund           | Norvegia  | Storbakke HS117             | IN LH/10 km | Bill Demong                                                        | Petter Tande                                                  | Mikko Kokslien                                                     |

Legenda:

IN = individuale Gundersen

MS = partenza in linea

T = gara a squadre

NH = trampolino normale

LH = trampolino lungo

## Classifiche

### Generale

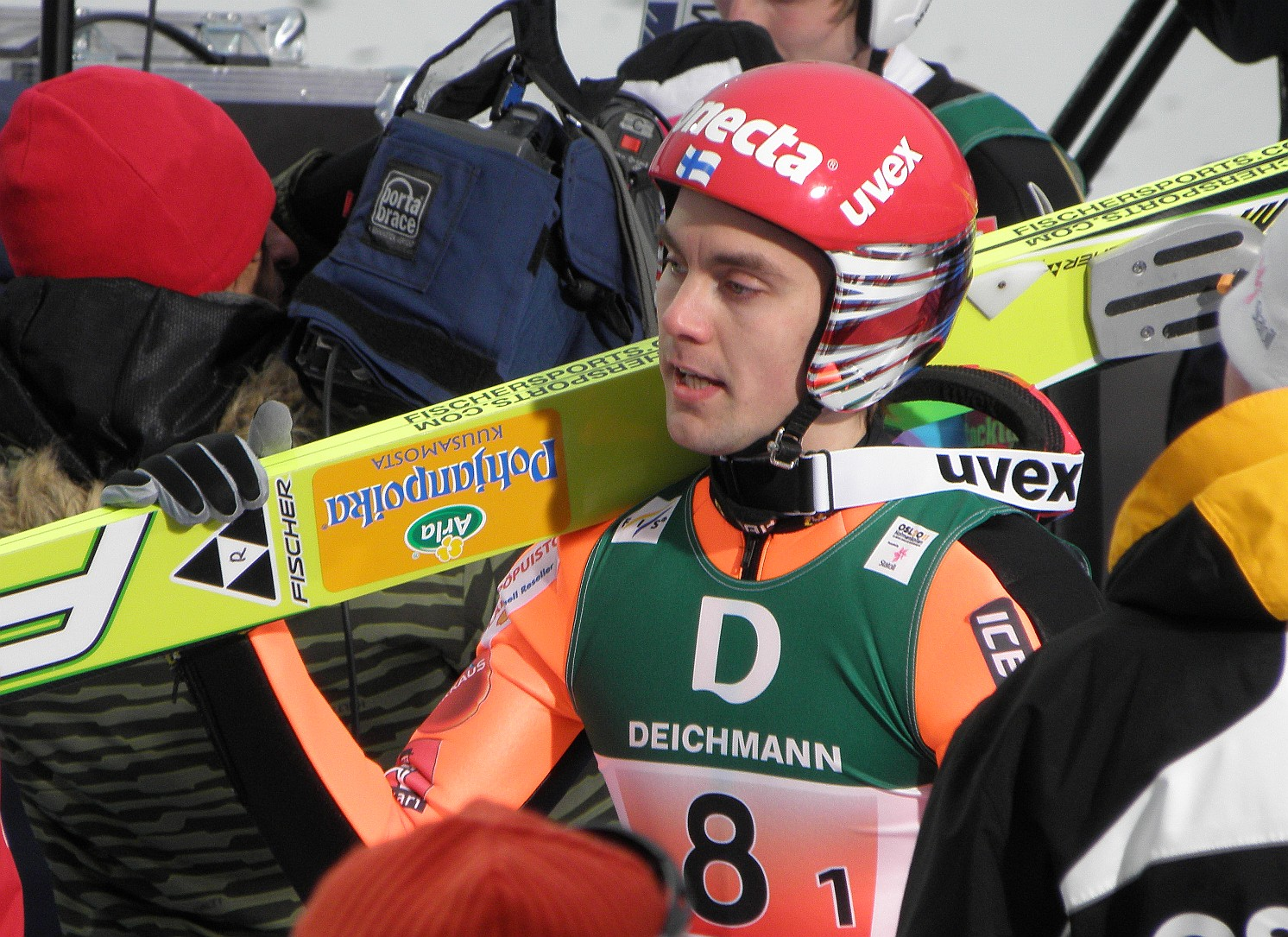
Anssi Koivuranta

| Pos. | Nome                | Nazione     | Punti |
| ---- | ------------------- | ----------- | ----- |
| 1    | Anssi Koivuranta    | Finlandia   | 1461  |
| 2    | Magnus Moan         | Norvegia    | 1350  |
| 3    | Bill Demong         | Stati Uniti | 1160  |
| 4    | Björn Kircheisen    | Germania    | 957   |
| 5    | Jason Lamy-Chappuis | Francia     | 806   |
| 6    | Mario Stecher       | Austria     | 630   |
| 7    | Jan Schmid          | Norvegia    | 622   |
| 8    | Tino Edelmann       | Germania    | 593   |
| 9    | Bernhard Gruber     | Austria     | 524   |
| 10   | Pavel Churavý       | Rep. Ceca   | 498   |

### Nazioni
| Pos. | Nazione     | Punti |
| ---- | ----------- | ----- |
| 1    | Germania    | 3402  |
| 2    | Norvegia    | 3344  |
| 3    | Austria     | 2989  |
| 4    | Finlandia   | 2374  |
| 5    | Stati Uniti | 1807  |